# Värmland (condado)
Nota linguística: Não confundir grevskap (território governado por um conde) com län (subdivisão administrativa da Suécia).
O Condado da Värmland (em sueco: Värmlands län;  ouça a pronúncia), raramente Condado da Varmlândia, é um dos 21 condados (em sueco: län) em que a Suécia está atualmente dividida.                                                                                                 

Situado no sudeste da região histórica (landsdel) da Svealand, é constituído pela maior parte da província histórica da Värmland

Ocupa 4,2% da superfície total do país, e tem cerca de 283 170 habitantes (2024).                                                                                                                               A sua sede administrativa (residensstad) está na cidade de Karlstad.

## História
O Condado da Värmland foi fundado em 1779, ao ser retirado do condado de Örebro.

### O condado atual
Inclui atualmente a província histórica da Värmland, assim como uma pequena parte de Dalarna e da Dalsland. Por outro lado, não conta com uma pequena parcela que pertence ao condado de Örebro.

A Svealand
A Província histórica da Varmlândia
O Condado da Varmlândia

### Brasão
O brasão do condado da Värmland foi herdado diretamente da província histórica da Värmland, sendo por isso idênticos.

## Geografia

### Comunas
O condado da Värmland está subdivido em 16 comunas (kommuner):

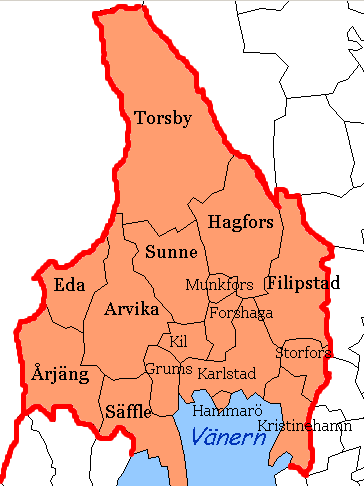

- Arvika
- Eda
- Filipstad
- Forshaga
- Grums
- Hagfors
- Hammarö
- Karlstad
- Kil
- Kristinehamn
- Munkfors
- Storfors
- Sunne
- Säffle
- Torsby
- Årjäng

### Cidades e localidades principais
Os maiores centros urbanos do condado eram em 2020:

- Karlstad (67122 habitantes)
- Kristinehamn (18597)
- Skoghall (14489)
- Arvika (14383)
- Säffle (9241)
- Kil (7836)
- Forshaga (6448)
- Filipstad (6248)
- Skåre (5441)
- Sunne (5113)

### Educação

#### Ensino superior
- Universidade de Karlstad (Karlstads universitet; Karlstad)

## Política e administração regional

### Órgão administrativo regional
Como subdivisão regional, o condado é chefiado por um governador (landshövding), nomeado pelo governo, e tem a missão de executar as tarefas administrativas do estado nesse mesmo condado, contando para tal com o ”Conselho Administrativo do Condado da Värmland” (Länsstyrelsen Värmland). 

### O condado e a região
No mesmo território do Condado da Värmland (län), opera a Região Värmland (region). Enquanto que o condado é um órgão administrativo – cujo governador é nomeado pelo estado, a região é um órgão político – eleito pelos cidadãos, e responsável pela gestão local da saúde, transportes, cultura, etc…

### O condado na União Europeia
No âmbito da União Europeia, o Condado da Värmland é uma unidade estatística do tipo (Nuts 3).